# Jean Henri Jaume Saint-Hilaire
Jean Henri Jaume Saint-Hilaire ( * 29 de octubre de 1772 en Grasse - 1845) fue un naturalista y un artista francés.

## Biografía
Nacido con el apellido Jaume después le añadió Saint-Hilaire, según algunos biógrafos para distinguirse de un miembro de su familia llamado Henri-Honore Jaume. Se enroló en la Armada francesa y estuvo en campaña en Italia antes de regresar a la vida civil en 1800, cuando reinicia sus estudios en historia natural en la ciudad de París. Escribió una guía del Museo Nacional de Historia Natural de Francia y aprendió pintura floral al lado de Gérard van Spaendonck.
En 1805 apareció su primera publicación importante, Exposición de familias naturales y de la germinación de las plantas, conteniendo la descripción de 2337 géneros y de aproximadamente 4000 especies y 112 tablas en las cuales las figuras fueron dibujadas por el autor.
Posteriormente divulgó la clasificación de Antoine-Laurent de Jussieu (1748-1836). Entre 1808 a 1809 y de 1819 a 1822, presentó los diez volúmenes de la obra "Plantas de Francia" descritos e ilustrados con un millar de grabados de su autoría.
Jaume se interesó desde ese momento en los asuntos relacionados con los bosques y se hizo miembro, en 1831, de la Academia de la agricultura francesa. Se interesa en el cultivo de la especie Wrightia tinctoria, una apocinácea utilizada para teñir.

## Lista parcial de sus publicaciones
- Exposition des familles naturelles et de la germination des plantes, contentant la description de 2 337 genres et d'environ 4 000 espèces, 112 planches dont les figures ont été dessinées par l'auteur, 1805
- Plantes de la France décrites et peintes d’après nature, 1808-1822, 10 vol.
- La flore et la pomone françaises: histoire et figure en couleur, des fleurs et des fruits de France ou naturalisés sur le sol français. Casa del autor, Paris, rue Furstemberg, 1828-1833
- Traité des arbres forestiers: ou histoire et description des arbres indigènes ou naturalisés. Ouvrage précédé d'une instruction sur la culture des arbres, par M. Thouin. (Impreso Firmin Didot, Paris, 1824)
- Traité des arbrisseaux et des arbustes cultivés en France et en pleine terre (Casa del autor, Paris, 1825)
- Catalogue raisonné des plantes inutiles ou nuisibles aux terres cultivées et aux prairies naturelles, ou vénéneuses pour les bestiaux, avec l’indication des meilleurs moyens de les détruire, Paris : chez Bouchard-Huzard, 1843, in-4°
- También participa en Dictionnaire des Sciences naturelles, del Journal de Devaux, en Annales de l’agriculture françoise

- La abreviatura «J.St.-Hil.» se emplea para indicar a Jean Henri Jaume Saint-Hilaire como autoridad en la descripción y clasificación científica de los vegetales.[1]